# سلاپسکو
سلاپسکو (به چکی: Slapsko) یک منطقهٔ مسکونی در جمهوری چک است که در منطقه تابور واقع شده‌است. سلاپسکو ۹٫۰۹ کیلومتر مربع مساحت و ۱۲۷ نفر جمعیت دارد و ۴۶۵ متر بالاتر از سطح دریا واقع شده‌است.